# نظام كرونكويست لتصنيف النباتات
نظام كرونكويست لتصنيف النباتات (بالإنجليزية: Cronquist system)‏ هو واحد من أنظمة التصنيف الحديثة التي وضعت لتصنيف النباتات المزهرة وتم نشره من قبل عالم النبات الأمريكي آرثر كرونكويست ضمن نصوص كتبه «نظام متكامل لتصنيف النباتات المزهرة» (1981) و«تطور وتصنيف النباتات المزهرة» (طبعة أولى 1968 وطبعة ثانية 1988).
وضع كرونكويست النباتات المزهرة ضمن طائفتين كبيرتين هما ثنائيات الفلقة وأحاديات الفلقة. ثم قسم النباتات إلى تحت طوائف تحتوي على رتب.

## طائفة ثنائيات الفلقة

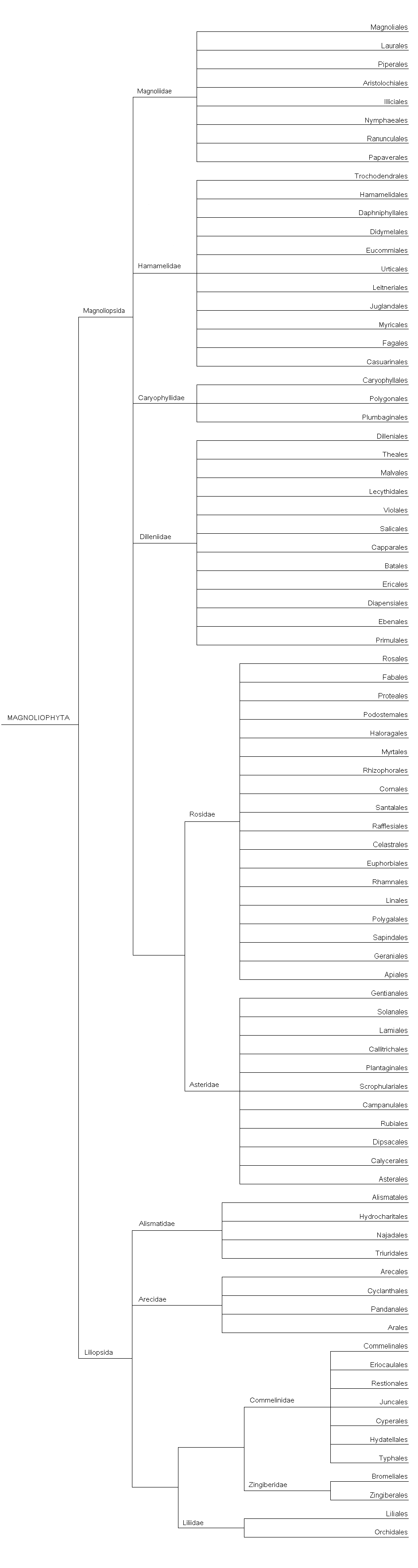
Cronquist system diagram

### تحت طائفةالماغنولانيات
(مكونة أساساً من ثنائيات الفلقة القاعدية)

#### رتبةالماغنوليات
1. Winteraceae
2. Degeneriaceae
3. Himantandraceae
4. Eupomatiaceae
5. الأستربيلية
6. الماغنولية
7. Lactoridaceae
8. قشديات
9. بسباسية
10. Canellaceae

#### رتبةالغاريات
1. الأمبوريلة
2. التريمينية
3. مونيميات
4. Gomortegaceae
5. كأسيات الزهر
6. ذاتية البذر
7. الغارية
8. الهرنانديات

#### رتبةالفلفليات
1. كلورانطية
2. صروية
3. الفلفلية

#### رتبةالزراونديات
1. زراوندية

#### رتبةالأستربيليات
1. ليسومية
2. شزندرية

#### رتبةالنيلوفريات
1. نيلومبية
2. نيلوفرية
3. Barclayaceae
4. Cabombaceae
5. شمبلان

#### رتبةالحوذانيات
1. حوذانية
2. Circaeasteraceae
3. برباريسية
4. لرديزباليات
5. لرديزباليات
6. بذر قمرية
7. عشبة الدباغين
8. Sabiaceae

1. خشخاشية
2. شاهترجية

### تحت طائفةالمشتركانيات

#### رتبةالTrochodendrales
1. Tetracentraceae
2. Trochodendraceae

#### رتبةالHamamelidales
1. Cercidiphyllaceae
2. Eupteleaceae
3. دلبية
4. مشتركات
5. Myrothamnaceae

#### رتبةالزيفاء
1. زيفاء

#### رتبةالDidymelales
1. Didymelaceae

#### رتبةالEucommiales
1. Eucommiaceae

#### رتبةالقراصيات
1. كثاة
2. دردارية
3. قنبية
4. توتية
5. قراصية
6. قراصية

#### رتبةالLeitneriales
1. سيماروبية

#### رتبةالJuglandales
1. Rhoipteleaceae
2. جوزية

#### رتبةالزانيات (نبات)
1. شمعيات

#### رتبةالزانية
1. Balanopaceae
2. Ticodendraceae
3. زانية
4. زان جنوبي
5. قضبانية

#### رتبةالكازارينية
1. كازارينية

### تحت طائفةالقرنفلانيات

#### رتبةالقرنفليات
1. الفصيلة الصبغية
2. Achatocarpaceae
3. شبية
4. ديمومية
5. Didiereaceae
6. صبار (cactus family)
7. سرمقاوية
8. قطيفية
9. رجلية
10. Basellaceae
11. مغيريات
12. قرنفلية

#### رتبةالبطباطية
1. بطباطية

#### رتبةالرصاصية
1. رصاصية

### تحت طائفة الديلنانيات

#### رتبةالديلنيات
1. ديلنية
2. عود الصليب

#### رتبةالTheales
1. أوكنية
2. Sphaerosepalaceae
3. Sarcolaenaceae
4. مجنحية الثمر
5. كاريوكار ية
6. شاي (tea family)
7. Actinidiaceae
8. لوسيتية
9. Pentaphylacaceae
10. Tetrameristaceae
11. Pellicieraceae
12. Oncothecaceae
13. Marcgraviaceae
14. Quiinaceae
15. إلطينيات
16. شبه مخفيات
17. Medusagynaceae
18. كلوزية

#### رتبةالخبازيات
1. شبيهات الزيتون
2. زيزفونيات
3. Sterculiaceae
4. بومباكساوية
5. خبازية

#### رتبةالLecythidales
1. لوسيتية

#### رتبةالNepenthales
1. سراسينية (فصيلة)
2. نابنطية
3. دروسيرية

#### رتبةالViolales
1. Flacourtiaceae
2. Peridiscaceae
3. بكسية
4. قريضية
5. Huaceae
6. Lacistemataceae
7. Scyphostegiaceae
8. يعشيل
9. بنفسجية (violet family)
10. طرفاوية (tamarind family)
11. جرمل
12. Dioncophyllaceae
13. Ancistrocladaceae
14. Turneraceae
15. Malesherbiaceae
16. آلامية
17. طهبيات
18. باكسيات
19. أوكوتيلة
20. Hoplestigmataceae
21. قرعية
22. داتيسكه
23. بغونيات
24. لواسية

#### رتبةالصفصافية
1. صفصافية

#### رتبةالCapparales
1. Tovariaceae
2. قبارية
3. كرنبية
4. بانية
5. بليحائية

#### رتبةالBatales
1. ملتفات السداة
2. Bataceae

#### رتبةالخلنجيات
1. سيريلية (نبات)
2. لثاتيات
3. Grubbiaceae
4. خلنجية
5. خلنجية
6. خلنجية
7. Pyrolaceae
8. كسوبيات

#### رتبةالكأسية خماسية الأوراق
1. كأسية خماسية الأوراق

#### رتبةالEbenales
1. سبوتية
2. إبنوسية
3. إصطركية
4. Lissocarpaceae
5. لطريات

#### رتبةالربيعيات
1. ثواجيات
2. مرسينية
3. ربيعية

### تحت طائفةالوردانيات

#### رتبةالورديات
1. بروقة
2. كونارية
3. عذاميات
4. عذاميات
5. عذاميات
6. Dialypetalanthaceae
7. حبضيات
8. Byblidaceae
9. هدرانجية
10. كولوميليات
11. كشمش
12. زهرية العسل
13. مشيكية
14. Anisophylleaceae
15. Alseuosmiaceae
16. مخلدية
17. سيفالوتس
18. كاسرات الحجر
19. وردية (rose family)
20. نورادية
21. متصالبية
22. بلوطية ذهبية
23. سوريانيات
24. Rhabdodendraceae

#### رتبةالفوليات
1. سنطاوات (mimosa family)
2. سيزالبيناوات
3. بقولية

#### رتبةالبروطيات
1. خلافية
2. بروطية

#### رتبةالبدوستمونية
1. بدوستمونية

#### رتبةالHaloragales
1. فرصاديات الملح
2. جونيرية

#### رتبةالآسيات
1. Sonneratiaceae
2. خثرية
3. Penaeaceae
4. Crypteroniaceae
5. مثنانية
6. عكر أبو قرون
7. آسية
8. رمان
9. أخدرية
10. Oliniaceae
11. ثغريات سوداء
12. قمبريطية
13. Alzateaceae
14. Memecylaceae
15. Rhyncocalycaceae

#### رتبةالحاملات الجذور
1. حاملات الجذور

#### رتبةالقرانيات
1. Alangiaceae
2. Nyssaceae
3. قرانية
4. شرابات الحرير

#### رتبةالصندليات
1. Medusandraceae
2. Dipentodontaceae
3. أولاكسية
4. Opiliaceae
5. صندلية
6. Misodendraceae
7. إسارية
8. Viscaceae
9. Eremolepidaceae
10. Balanophoraceae

#### رتبةالرافليسيات
1. Hydnoraceae
2. Mitrastemonaceae
3. رافليسية

#### رتبةالحرابيات
1. Geissolomataceae
2. حرابية
3. أبقراطيات
4. Stackhousiaceae
5. أراكية
6. الفصيلة البهشية
7. إيكاسينية
8. Aextoxicaceae
9. Cardiopteridaceae
10. Corynocarpaceae
11. جفبلارية
12. Tepuianthaceae

#### رتبةالEuphorbiales
1. شمشادية
2. Simmondsiaceae
3. Pandaceae
4. فربيونية

#### رتبةالنبقيات
1. سدرية
2. ليا
3. كرمية

#### رتبةالLinales
1. كوكيات
2. Humiriaceae
3. Ixonanthaceae
4. Hugoniaceae
5. كتانية

#### رتبةالفوليات
1. ملبيغية
2. فوتشية
3. Trigoniaceae
4. Tremandraceae
5. مغزرية
6. مصفرة
7. رطنية

#### رتبةالصابونيات
1. الصابونية
2. الزهرية العسل
3. القيقبية
4. البطمية
5. السيماروبية
6. الأزدرختية
7. السذابية
8. القديسية
9. Staphyleaceae
10. Bretschneideraceae
11. Akaniaceae
12. كستناوات الحصان
13. بخورية
14. بلاذراوات
15. Cneoraceae

#### رتبةالغرنوقيات
1. حماضية
2. غرنوقية
3. Limnanthaceae
4. كبوسينية
5. البلسميات

#### رتبةالخيميات
1. الأرالية
2. الخيمية

### تحت طائفةنجميانيات

#### رتبةالجنطيانيات
1. لوغانية
2. Retziaceae
3. جنطيانية
4. Saccifoliaceae
5. دفلية
6. صقلاباوات

#### رتبةالباذنجانيات
1. Duckeodendraceae
2. Nolanaceae
3. باذنجانية
4. محمودية
5. حامول
6. جنطيانية
7. بولامونيونية
8. زهراوات الأحراج
9. Retziaceae

#### رتبةالشفويات
1. لينواوات
2. حمحمية
3. لويزية
4. شفوية

#### رتبةالCallitrichales
1. أفورس
2. بهي الشعر
3. Hydrostachyaceae

#### رتبةالحمليات
1. حملية

#### رتبةالغدبيات
1. الزيتونية
2. الغدبية
3. الهالوكية
4. الغزنرية
5. الأقنتية
6. البيدالية
7. البنيونية
8. السندبيات
9. بدليات
10. عينون
11. Myoporaceae
12. Mendonciaceae

#### رتبةالCampanulales
1. Pentaphragmataceae
2. Sphenocleaceae
3. جريسية
4. Stylidiaceae
5. Donatiaceae
6. وسادة الدبابيس الزرقاء
7. مخالب الباز

#### رتبةالفويات
1. فوية
2. فوية

#### رتبةالممشقيات
1. الخمانية
2. المسكية
3. الممشقية
4. الناردينية

#### رتبةالCalycerales
1. Calyceraceae

#### رتبةالنجميات
1. نجمية

## Class Liliopsida
1. صنف Alismatidae
  1. رتبة مزماريات
2. بوطي
3. Limnocharitaceae
4. مزمارية
  1. رتبة Hydrocharitales
5. حب مائية
  1. رتبة Najadales
6. جارة الماء
7. Scheuchzeriaceae
8. عاشميات
9. جار النهر
10. روبية
11. نجا (نبات)
12. جار النهر
13. بوزيدونيا
14. Cymodoceaceae
15. حزامية
  1. رتبة Triuridales
16. Petrosaviaceae
17. Triuridaceae
18. صنف فوفلانيات
  1. رتبة فوفلية
19. فوفلية (palm family)
  1. رتبة السيكلنتيات
20. السيكلنتيات
  1. رتبة كاذيات
21. كاذية (pandan family)
  1. رتبة لوفيات
22. قصب الذريرة
23. لوفية
24. لمنية
25. صنف وعلانانيات
  1. رتبة وعلانيات
26. Rapateaceae
27. زيرونية
28. Mayacaceae
29. وعلانية
  1. رتبة قبئيات
30. Eriocaulaceae
  1. رتبة Restionales
31. Flagellariaceae
32. Joinvilleaceae
33. رستيونية
34. Centrolepidaceae
  1. رتبة Juncales
35. أسلية
36. Thurniaceae
  1. رتبة قبئيات
37. سعدية
38. نجيلية (Grass family)
  1. رتبة Hydatellales
39. Hydatellaceae
  1. رتبة Typhales
40. Sparganiaceae
41. بوطية
42. صنف Zingiberidae
  1. رتبة Bromeliales
43. بروميلية
  1. رتبة زنجبيليات
44. إسترلتزية
45. هيليكونيا
46. موزية
47. Lowiaceae
48. زنجبيلية (Ginger family)
49. قسطية
50. قنا
51. مرتينيات
52. صنف زنبقانيات
  1. رتبة زنبقيات
53. Philydraceae
54. بونتديرية
55. نبات الدم
56. Cyanastraceae
57. زنبقية (Lily family)
58. سوسنية (Iris family)
59. Velloziaceae
60. بروقية  [لغات أخرى]‏ (Aloe family)
61. أغافية
62. مصفورية
63. Hanguanaceae
64. زهور الخفاش
65. سداتيات
66. فشاغيات
67. ديسقورية
  1. رتبة Orchidales
68. سوسن أرضي
69. برمانية
70. Corsiaceae
71. سحلبية (Orchid family)